# Otopappus guatemalensis
Otopappus guatemalensis là một loài thực vật có hoa trong họ Cúc. Loài này được (Urb.) R.L.Hartm. & Stuessy mô tả khoa học đầu tiên năm 1983.